# Struthisca amydrota
Struthisca amydrota is een vlinder van de familie van de zakjesdragers (Psychidae). De wetenschappelijke naam van deze soort is voor het eerst voorgesteld als Ctenocompa amydrota door Edward Meyrick in een publicatie uit 1920.
De soort komt voor in Kenia.